# 基隆市市長
基隆市市長為臺灣基隆市的行政首長，由具有基隆市戶籍之公民普選產生，任期四年，連選得連任一次。該職的直接前身為日治時代的1924年基隆建市時所設的「市尹」，1940年改稱為「市長」，1945年隨著臺灣進入中華民國時代改依現制設置，市長選舉及任期與市議員同步。現任市長為中國國民黨籍的謝國樑。

## 沿革
基隆是台灣重要的港埠都市，其正式設置官員統治，起始於清代同治11年（1872年）置「海防同知」掌管海防與煤礦事務。光緒元年（1875年），改置台北府分防通判，其職權也擴及至掌理基隆附近地區的地方事務。此為基隆首見的行政長官職務。日治時代，日本當局積極進行基隆港的建港工作，基隆成為台灣本島首要的對外門戶之一，並逐漸具有都市的規模。
日治大正十三年（1924年）12月25日，基隆正式設市（州轄市），以「市尹」做為最高行政首長，1940年將「市尹」職務更名為「市長」。二戰後，台灣進入中華民國時代，基隆市改依中華民國法律設置，繼續以「市長」一名做為全市最高行政首長。
基隆市自民國三十九年（1950年）實施地方自治，市長開放民選之後，除第4及第5屆選舉之外，長期由中國國民黨執政，至1990年代臺灣民主化後，由民主進步黨籍的李進勇在民國八十六年（1997年）當選市長後輪替。

## 歷任首長

### 基隆市市尹（1924年設市後）
| 任次 | 肖像 | 姓名 (生–卒)          | 在任時間       | 在任時間       | 備註 |
| ---- | ---- | --------------------- | -------------- | -------------- | ---- |
| 1    |      | 佐藤得太郎 (？－？)   | 1924年12月23日 | 1928年9月18日  |      |
| 2    |      | 加藤守道 (1885－1960) | 1928年9月18日  | 1931年6月1日   |      |
| 3    |      | 吉富保之 (1887－？)   | 1931年6月1日   | 1932年4月21日  |      |
| 4    |      | 桑原政夫 (1890－1969) | 1932年4月21日  | 1936年10月20日 |      |
| 5    |      | 川添修平 (1897－？)   | 1936年10月20日 | 1937年9月29日  |      |
| 6    |      | 矢野謙三 (1902－？)   | 1937年9月29日  | 1939年7月1日   |      |
| 7    |      | 橫山竹男 (1895－？)   | 1939年7月1日   | 1940年10月28日 |      |

### 基隆市市長（1940年更名）
| 任次 | 肖像 | 姓名 (生–卒)        | 在任時間       | 在任時間       | 備註 |
| ---- | ---- | ------------------- | -------------- | -------------- | ---- |
| 1    |      | 橫山竹男 (1895－？) | 1940年10月28日 | 1942年7月23日  |      |
| 2    |      | 竹中憲二 (？－？)   | 1942年7月23日  | 1945年7月27日  |      |
| 3    |      | 丸岡道夫 (？－？)   | 1945年7月27日  | 1945年10月25日 |      |

### 中華民國時期

#### 省署／省政府指派
| 任次 | 姓名   | 就任時間       | 卸任時間      | 備註                   |
| ---- | ------ | -------------- | ------------- | ---------------------- |
| 1    | 石延漢 | 1945年11月11日 | 1947年6月18日 | 台灣省氣象局局長兼任。 |
| 2    | 梁劼誠 | 1947年6月18日  | 1948年9月     | 調任台灣省林務局局長。 |
| 3    | 鄧伯粹 | 1948年9月      | 1949年6月     |                        |
| 4    | 謝貫一 | 1949年6月      | 1950年10月1日 | 為參選市長選舉而離職。 |
| 5    | 高大經 | 1950年10月1日  | 1951年2月1日  |                        |

#### 公民直選
| 任次 | 肖像           | 姓名 (生–卒)       | 在任時間       | 在任時間           | 黨籍           | 屆次                                  | 備註                                                 |
| ---- | -------------- | ------------------ | -------------- | ------------------ | -------------- | ------------------------------------- | ---------------------------------------------------- |
| 1    |                | 謝貫一 (1902–1967) | 1951年6月1日   | 1954年6月2日       | 中國國民黨     | 1                                     | 首位 中國國民黨籍市長。                              |
| 1    | 1954年6月2日   | 謝貫一 (1902–1967) | 1957年6月2日   | 2                  | 中國國民黨     | 首位連任成功的 中國國民黨籍市長。     |                                                      |
| 1    | 1957年6月2日   | 謝貫一 (1902–1967) | 1960年6月2日   | 3                  | 中國國民黨     | 首位連任成功的 中國國民黨籍市長。     |                                                      |
| 2    |                | 林番王 (1899–1965) | 1960年6月2日   | 1964年6月2日       | 中國民主社會黨 | 4                                     | 首位基隆在地出身的市長。 首位 中國民主社會黨籍市長。 |
| 2    | 1964年6月2日   | 林番王 (1899–1965) | 1965年7月11日  | 5                  | 中國民主社會黨 | 首位連任成功的 中國民主社會黨籍市長。 |                                                      |
| 代理 |                | 江繼五             | 1965年7月11日  | 5                  | 1965年10月21日 | 中國國民黨                            | 臺灣省政府民政廳第二科科長代理委員代理。             |
| 3    |                | 蘇德良 (1916–2006) | 1965年10月21日 | 5                  | 1968年6月2日   | 中國國民黨                            |                                                      |
| 3    | 1968年6月2日   | 蘇德良 (1916–2006) | 1973年2月1日   | 6                  |                | 中國國民黨                            |                                                      |
| 4    |                | 陳正雄 (1937–2008) | 1973年2月1日   | 1977年12月20日     | 7              | 中國國民黨                            |                                                      |
| 4    | 1977年12月20日 | 陳正雄 (1937–2008) | 1981年12月20日 | 8                  |                | 中國國民黨                            |                                                      |
| 5    |                | 張春熙 (1932–2009) | 1981年12月20日 | 1985年12月20日     | 9              | 中國國民黨                            |                                                      |
| 5    | 1985年12月20日 | 張春熙 (1932–2009) | 1989年12月20日 | 10                 |                | 中國國民黨                            |                                                      |
| 6    |                | 林水木 (1937–)     | 1989年12月20日 | 1993年12月20日     | 11             | 中國國民黨                            |                                                      |
| 6    | 1993年12月20日 | 林水木 (1937–)     | 1997年12月20日 | 12                 |                | 中國國民黨                            |                                                      |
| 7    |                | 李進勇 (1951–)     | 1997年12月20日 | 2001年12月20日     | 民主進步黨     | 13                                    | 首位 民主進步黨籍市長。                              |
| 8    |                | 許財利 (1947–2007) | 2001年12月20日 | 2005年12月20日     | 中國國民黨     | 14                                    |                                                      |
| 8    | 2005年12月20日 | 許財利 (1947–2007) | 2007年2月19日  | 中國國民黨→ 無黨籍 | 15             |                                       |                                                      |
| 代理 |                | 許清坤             | 2007年2月19日  | 2007年3月1日       | 15             | 中國國民黨                            | 基隆市政府主任秘書代理。                             |
| 代理 |                | 陳重光 (1945–)     | 2007年3月1日   | 2007年5月22日      | 15             | 民主進步黨                            | 內政部派任代理。                                     |
| 9    |                | 張通榮 (1949–)     | 2007年5月22日  | 2009年12月20日     | 15             | 中國國民黨                            |                                                      |
| 9    | 2009年12月20日 | 張通榮 (1949–)     | 2014年12月25日 | 16                 |                | 中國國民黨                            |                                                      |
| 10   |                | 林右昌 (1971–)     | 2014年12月25日 | 2018年12月25日     | 民主進步黨     | 17                                    |                                                      |
| 10   | 2018年12月25日 | 林右昌 (1971–)     | 2022年12月25日 | 18                 | 民主進步黨     | 首位連任成功的 民主進步黨籍市長。     |                                                      |
| 11   |                | 謝國樑 (1975–)     | 2022年12月25日 | 現任               | 中國國民黨     | 19                                    |                                                      |

##### 附註
1. ↑  原臺南州內務部勸業課長。
2. ↑  原岩手縣下閉伊支廳長。
3. ↑  改任東京府東京市中野區長。
4. ↑  原東京府東京市築地醫院（日语：築地病院）事務長。
5. ↑  原臺中州員林郡守。
6. ↑  原臺南州嘉義市尹。
7. ↑  改任殖產局特產課事務官。
8. ↑  原臺北州内務部地方課長。
9. ↑  改任米穀局總務課長。
10. ↑  原臺中州大甲郡守。
11. ↑  改任市長。
12. ↑  原市尹。
13. ↑  改任高雄州高雄市長。
14. ↑  原新竹州產業部農林課長兼土地改良課長。
15. ↑  改任臺南州臺南市長。
16. ↑  因病過世。
17. ↑  補選上任。
18. ↑  連任失敗。
19. ↑  任內逝世。
20. ↑  補選上任。

## 外部連結
- 基隆市政府